# Francesco Cattani da Diacceto
Pour les articles homonymes, voir Cattani.
Francesco Cattani da Diacceto, né le 16 novembre 1446 à Florence et mort dans cette même ville le 10 avril 1522, est un philosophe italien de la Renaissance.

## Biographie
Né à Florence le 16 novembre 1446, étudia sous Marsilio Ficino, et se rendit si habile, qu’il parvint à remplacer son maître dans sa chaire de philosophie. On compte parmi ses élèves Antonio Brucioli. Il mourut à Florence en 1522. Ses œuvres, presque toutes de philosophie platonicienne, ont été publiées à Bâle en 1563. Son ouvrage intitulé : Tre Libri d’amore, a été imprimé séparément, à Venise, 1561, in-8° : on y trouve sa vie, écrite par Benedetto Varchi.

## Francesco Cattani da Diacceto le Jeune

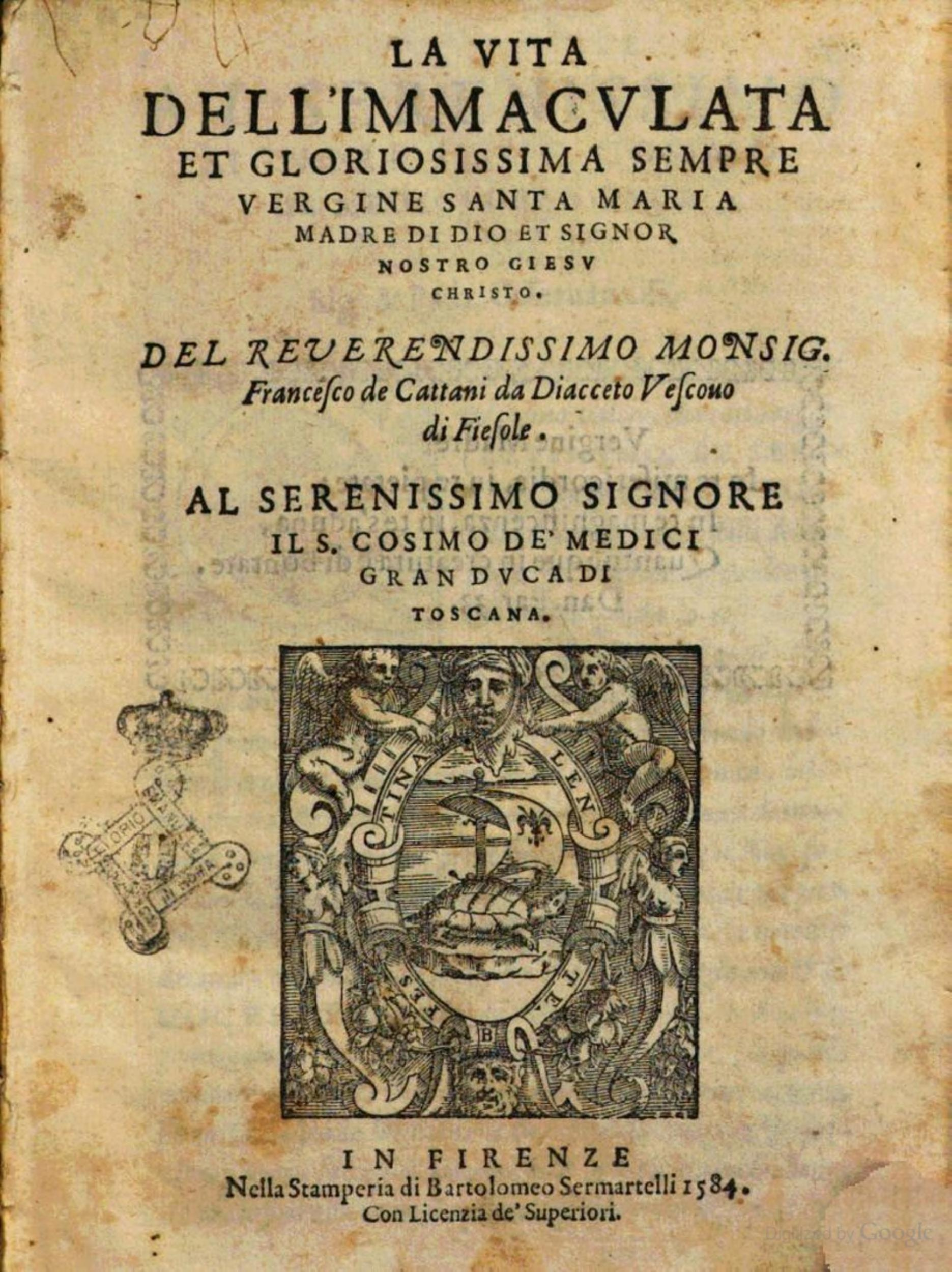
La vita dell'immaculata et gloriosissima sempre vergine santa Maria madre di Dio, Florence, 1584

Un autre Francesco Cattani da Diacceto, petit-fils du précédent, et qu’on appelle aussi le Jeune, entra dans l’Ordre des Prêcheurs, fut ensuite évêque de Fiesole, assista au Concile de Trente, et mourut le 4 novembre 1595. On a de lui plusieurs ouvrages, parmi lesquels on distingue :
- Discorso dell’autorità del papa sopra il concilio, Padoue, per Lorenzo & compagni, 1562, in-8° ;
- Discorso sopra la superstizione dell’arte magica, Florence, appresso Valente Panizzi & Marco Peri C., 1567 (lire en ligne) ;
- La vita dell'immaculata et gloriosissima sempre vergine santa Maria madre di Dio et signor nostro Giesù Christo, Florence, nella Stamperia di Bartolomeo Sermartelli, 1584 (lire en ligne) ;
- des traductions italiennes de l’Hexameron de St. Ambroise, Florence, 1560, in-8°, très-rare[1] ; des offices du même, Florence, 1558, in-4°[2] ; des Épîtres et Evangiles, etc.